# Het verhaal van de koopman en de echtgenote
Het verhaal van de koopman en de echtgenote is het tweede verhaal, dat binnen het grotere kaderverhaal uit de verhalencyclus Duizend-en-een-nacht wordt verteld.

## Verhaal
In het volgende verhaal blijk de ezel een trucje bedacht te hebben: hij zou gehoord hebben dat als de os niet weer gewoon aan het werk gaat, hij geslacht zal worden. Daar moet de koopman onbedaarlijk om lachen. Als zijn vrouw hem hoort lachen, vraagt ze hem waarom hij dat doet. Hij weigert te zeggen wat de dieren zeiden. Hij is bang anders te sterven. Zijn vrouw zet hem zo onder druk dat hij toegeeft. Hij laat een testament maken en maakt zich klaar om te sterven. Als hij de haan echter hoort zeggen dat een goed pak rammel ook zou kunnen helpen, doet hij dat ook. "Onze baas denkt dat hij slim is, maar hij is een sufferd. Hij heeft maar één vrouw en nog kan hij haar er niet onder houden. (...) Hij moet haar net zo lang slaan tot ze hem haar hele leven nooit meer tegenspreekt." En zo doet hij. Zijn vrouw geeft zich over en de koopman blijft in leven.

## Plaatsing binnen de verhalencyclus
Het verhaal van de koopman en de echtgenote wordt verteld binnen het kaderverhaal van Duizend-en-een-nacht, Het verhaal van Sjahriaar en zijn broer. Het is niet echt zuiver een deel van het kaderverhaal, omdat het niet - zoals alle andere verhalen - door Sjahrazaad zelf wordt verteld, maar door de vader van Sjahrazaad die ook de vizier van de koning is. Hij wil haar waarschuwen voor haar "domme" idee om zich vrijwillig aan de sultan aan te bieden als vrouw. "Ik zal met jou hetzelfde doen als de koopman met zijn vrouw deed, als je niet van je voornemen afziet." De vizier vreest voor het leven van zijn dochter. "Ik zal hetzij verlossing brengen voor de mensen, hetzij omkomen en sterven als de anderen." Het verhaal van haar vader overtuigt Sjahrazaad natuurlijk niet.
Vorige verhaal (op dit vertelniveau): Het verhaal van de ezel en de os.
Zie ook: De verhalenstructuur van Duizend-en-een-nacht.

## Referentie
De voor deze samenvatting gebruikte vertaling en citaten is die van Richard van Leeuwen op basis van de Mahdi-tekst, en houdt de volgorde van de Boelaak-tekst aan.